# Kulczyce
Kulczyce (ukr. Кульчиці) – wieś na Ukrainie w rejonie samborskim obwodu lwowskiego, siedziba kulczyckiej silskiej rady.
Wieś wzmiankowana po raz pierwszy w 1241 r. Miejsce urodzenia przywódcy Kozaków zaporoskich Piotra Konaszewicza-Sahajdacznego oraz bohatera odsieczy wiedeńskiej Jerzego Kulczyckiego. Według niektórych źródeł także miejsce urodzenia Marka Żmajły, hetmana Kozaków rejestrowych, przywódcy powstania kozackiego w 1625 roku.
W II Rzeczypospolitej wieś w powiecie samborskim w woj. lwowskim.
17 kwietnia 1944 nacjonaliści ukraińscy z OUN-UPA zamordowali tutaj 15 Polaków.
8 sierpnia 1944 wieś została zajęta przez wojska radzieckie.
Obecnie we wsi znajdują się dwie cerkwie administrowane przez Ukraiński Autokefaliczny Kościół Prawosławny, przystanek kolejowy Kulczyce, położony na linii Stryj – Sambor oraz pomnik i muzeum Sahajdacznego.